# Doc Yak's Bottle
Doc Yak's Bottle è un cortometraggio muto del 1914 diretto da Sidney Smith.

## Produzione
Il film fu prodotto dalla Selig Polyscope Company.

## Distribuzione
Distribuito dalla General Film Company, il film - un cortometraggio di 150 metri - uscì nelle sale cinematografiche statunitensi il 9 ottobre 1914. Nelle proiezioni, veniva programmato con il sistema dello split reel, accorpato in un'unica bobina con un altro cortometraggio prodotto dalla Selig, la commedia Jimmie the Porter.